# Anisognathus lacrymosus
Tangará-lacrimoso ou saíra-andina-lacrimosa (Anisognathus lacrymosus) é uma espécie de ave da família Thraupidae.
Pode ser encontrada nos seguintes países: Colômbia, Equador, Peru e Venezuela.
Os seus habitats naturais são regiões subtropicais ou tropicais húmidas de alta altitude e florestas secundárias altamente degradadas.

## Taxonomia
São reconhecidas 11 subespécies, algumas das quais têm um aspecto bastante diferente das demais. A última a ser descoberta, A. l. yariguierum, foi descrita cientificamente em 2010.